# Травијата (опера)
Травијата (итал. La Traviata) је опера у три чина италијанског композитора Ђузепеа Вердија.
Либрето је написао Франческо Марија Пјаве према драми Дама с камелијама (фр. La dame aux camélias) Александра Диме. Премијера је одржана 6. марта 1853, у Театро ла Фениче (итал. Teatro la Fenice) у Венецији.
Име „травијата“ буквално значи „жена која је залутала“, или фигуративније „она која је посрнула“, што је алегорија на палог анђела, Сатану.
Опера је сместа постала веома популарна и налази се на стандардном оперском репертоару. У САД се налази на списку двадесет опера које се највише изводе - тачније, на трећем месту, одмах иза Мадам Батерфлај и Боема.

## Настанак
Верди је 1852. тражио тему за своју нову оперу. У Паризу је погледао популарну драму Дама с камелијама Александра Диме млађег. У сарадњи с либретистом Франческом Марија Пјавеом, прионуо је на посао, с намером да компонује оперу „за своје доба”, са савременом темом, у савременим костимима.
Теме друштвене осуде, предрасуда и лицемјерја су Вердију тада биле блиске, јер је у Бусету живио невенчано с бившом сопранисткињом Ђузепином Стрепони, мајком ванбрачне деце, и због те везе био је изложен згражању и протестима конзервативних суграђана. У то доба, Италијани су били далеко мање либерални од Француза и Верди је скандалозну Маргариту из Даме с камелијама (која се темељи на славној париској куртизани Мари Дуплесис, бившој Думиној љубавници) претворио у племениту Виолету. Међутим, убрзо је открио да управа оперске куће Ла Фениче која је наручила дело, његову идеју савременог извођења сматра неприхватљивом. Радња се морала цензурисати премештањем у прошлост, у време око 1700-е. Верди је такође имао лоше мишљење о 38-годишњој Фани Салвини-Донатели сопрану одабраном за премијеру. Све га је то узнемирило и када је 21. фебруара дошао на пробе у Венецију, гласно је дао до знања да није задовољан.

## Историја извођења
Вердијеве зле слутње су се обистиниле на премијери 6. марта 1853. године. Публика је негодовала и добацивала погрде током представе. Чини се да је главни разлог био неадекватна певачка постава; Грацијани није певао добро, а сопранисткиња Фани Салвини-Донатели је била прекрупна за улогу Виолете.
Након премијере, Верди је написао писмо пријатељу Емануелу Музију:
„Травијата” синоћ - фијаско. Јесам ли крив ја или певачи? Време ће показати.
Након тог неуспеха, Верди је извршио одређене измене, понајвише у II и III чину, и када је опера следећи пут приказана, 6. маја 1854, с другим певачима, доживела је велики успех.
Поход на светске позорнице Травијата почиње премијером у Бечу, 4. маја 1855. Лондонска премијера се одржала 24. маја 1856, америчка 3. децембра 1856. у Њујорку, а француска у Паризу 6. децембру 1856. године.
Популарност Травијате не јењава. Према статистици са Операбасе, само у 2014. години Травијата је широм света изведена у 146 градова, 927 пута у 224 различите продукције, чиме је била најприказиванија опера 2014. године.

## Лица
- Виолета Валери, париска куртизана, сопран.
- Флора Бервоа, њена пријатељица, сопран.
- Алфред Жермон, младић заљубљен у Виолету, тенор.
- Жорж Жермон, његов отац, баритон.
- Гастон, Виконт од Леторјера, Алфредов пријатељ, тенор.
- Барон Дуфол, Виолетин заштитник, баритон.
- Маркиз д'Обињи, Флорин пријатељ, бас.
- Доктор Гранвил, бас.
- Анина, Виолетина служавка, мецосопран.
- Ђузепе, Виолетин слуга, тенор.
- Слуга код Флоре, баритон.
- Пријатељи и слуге Виолете и Флоре, маске (хор).

## Синопсис
Радња се одвија у Паризу и околини, према Диминој драми око 1700. године, али се најчешће поставља (према Вердијевој замисли) у време праизведбе, односно, средином 19. века.

### Чин први
Салон у Виолетиној кући у Паризу. Виолета је организовала забаву да прослави свој повратак у друштво након кратког, али интензивног напада туберкулозе. Међу гостима су и њени дугогодишњи пријатељи, а Гастон представља свог пријатеља који је заљубљен у њу и који је сваки дан долазио да пита за њено здравље док је била болесна. Она му се подсмева, али и барону Дуфолу који се није интересовао за њу. Он одговара да је зна тек годину дана, а Виолета му се подсмева јер је Алфред „зна тек неколико минута“.
Пријатељи позивају барона да наздрави, али он одбија, па избор пада на Алфреда. Он наздравља лепој Виолети и истиче да је љубав најбитнија ствар на свету, док Виолета каже да је то радост и забава. Наједном, Виолети позли и она госте пошаље у другу салу на игру док она дође себи. Алфред долази и изјављује Виолети љубав. Она га одвраћа од тога, јер мисли да је неспособна да воли и да њему, поштеном младићу, не приличи да буде са једном куртизаном. Ипак, даје Алфреду цвет камелије и каже му да га донесе када свене. Алфред срећан одлази, а и гости напуштају забаву јер већ свиће. Виолета остаје сама и чуди се каква се то осећања буде у њој. Она одбацује љубав као лудост и велича радост и забаву, али јој се стално враћају Алфредове речи да је „љубав само било свемира“.

### Чин други

#### Сцена прва
Сеоско имање крај Париза. Алфред и Виолета су већ три месеца заједно и напустили су вреву Париза да уживају у самоћи и љубави. Ипак, Алфред открива да Виолета тајно распродаје своју имовину да би Алфреду пружила раскошни живот који заслужује и он постиђен одлази за Париз да подигне свој новац из банке.
У кућу долази Алфредов отац, Жорж, који од Виолете тражи огромну жртву: да напусти Алфреда јер њена лоша репутација доноси срамоту његовој породици и његовој кћери, која неће моћи да се уда због тога. Виолета је очајна и преклиње Жоржа да је не тера на то, јер је тек пронашла праву љубав и ако остане без ње, умреће. Ипак, она пристаје. Жорж одлази, а Виолета пише опроштајно писмо Алфреду, у којем не наводи прави разлог одласка. Она одлази у Париз да покуша да заборави Алфреда, али он креће за њом да се свети упркос очевим молбама.

#### Сцена друга
Забава-маскенбал код Флоре. Разлаз Виолете и Алфреда главна је тема оговарања. Виолета долази у пратњи барона Дуфола, а и Алфред је ту. Он мисли да га је Виолета напустила због барона и он му бесно пребацује у игри картама. У намери да заштити Алфреда од бароновог беса она га наговара да оде. Скрива од њега прави разлог што га је оставила и лаже да је због љубави према барону. Он је пред свима оптужује да је била са њим само из користи и позива све да му буду сведоци да јој он плаћа за њене услуге. Баца јој у лице новац које је освојио у картама. Сви су огорчени његовим поступком и осуђују га, барон га изазива на двобој, а појављује се и Жорж Жермон који говори да је недостојан онај који „чак и у бесу повреди жену“. Виолета Алфреда моли да јој опрости и да ће једном знати какву жртву она чини и тада ће све схватити.

### Чин трећи
Виолетина спаваћа соба. Тешко болесна од туберкулозе, Виолета је сама и напуштена од свију. Крај ње је само Анина. Долази доктор Гранвил и убеђује је да ће оздравити, али она зна да то није истина. Добија писмо од Жоржа Жермона, који поручује да је барон рањен, а да је Алфред у бекству. Он јој обећава да ће му све рећи и да је чека боља будућност. Она је очајна, у страху да ће умрети сама, да на гроб једне посрнуле жене нико неће ставити ни цвет. Но, Алфред се појављује и, пошто му је отац све објаснио, опрашта јој. Виолета и Алфред говоре о новом животу који их чека. Али, за Виолету је касно и она умире на рукама вољеног Алфреда.

## Познате музичке нумере
- Здравица „Пијмо, нек' песма нам буде у души“ (итал. Libiamo ne'lieti calici), први чин.
- Виолетина арија „Ох, можда је он“ (итал. Ah! Fors'e lui), први чин.
- Алфредова арија „Кад нисам крај ње“(итал. Lunge da lei), други чин.
- Жоржова арија „Зар ти више није драг“ (итал. Di Provenza il mare, il suol), други чин.
- Игра Андалужанки и матадора, други чин.
- „Позвах га ја да дође“ (итал. Invitato qui seguirmi), финале другог чина.
- Виолетина арија „Збогом, дани прошли“ (итал. Addio del passato), трећи чин.